# Leon Wessels
Pour les articles homonymes, voir Wessels.
Leon Wessels, né le 19 avril 1946 à Kroonstad dans l'État libre d'Orange, est un avocat et un homme politique d'Afrique du Sud, député du Parti national pour Krugersdorp (1977-1994) et pour le PWV (1994-1996), ministre de la Planification, des travaux publics, des Affaires provinciales et du logement (1991-1992) et du Gouvernement local, du logement et de l'emploi (1992-1993) dans le gouvernement de Klerk. 
Vice-président de l'Assemblée constituante (1994-1996), il est membre de la commission sud-africaine aux droits de l'homme en 1999 et professeur émérite de droit à l'université du Nord-Ouest.

## Biographie

### Origines et études
Né en 1946 dans la province afrikaner de l'État libre d'Orange en Afrique du Sud, Leon Wessels fait ses études secondaires et supérieures au lycée Hoërskool Monument puis au South African Police College (1964-1966) et enfin à l'université de Potchefstroom où il obtient un diplôme en droit (1972). En 1997, il reçoit un LLM cum laude et un doctorat en droit en 2001 de la Rand Afrikaans University. 

### Activités politiques
Président du Conseil représentatif des étudiants (1971) et président de la Studentebond Afrikaner (1971-1973), il fait à l'époque partie d'une délégation d'étudiants blancs qui rencontre leurs homologues noirs de la Student's Representative Council de l'université du Nord.
Avocat à Johannesbourg, il est élu en 1974 membre du Conseil provincial du Transvaal pour la circonscription de Krugersdorp. 
De 1974 à 1977, il est chef de la ligue nationale des jeunes (Nasionale Jeugbond) au Transvaal, un mouvement de jeunesse affilié au parti national. 
Il est élu député de Krugersdorp en 1977 et est nommé vice-ministre de la loi et de l'ordre en 1988 dans le gouvernement de PW Botha. En 1989, il est reconduit dans le gouvernement de Klerk en tant que vice-ministre des Affaires étrangères (1989) puis est promu ministre de la Planification, des Affaires provinciales et du logement en 1991. L'année suivante, il est ministre du Gouvernement local, du Logement et de l'Emploi. 
Parallèlement, il participe aux négociations constitutionnelles de la CODESA à Kempton Park (1991-1994), chargée de réorganiser politiquement et pacifiquement le pays. 
Il est réélu sur la liste du parti national pour la région de Pretoria-Witwatersrand lors des premières élections nationales multiraciales d'Afrique du Sud en 1994 et devient vice-président de l'Assemblée constituante (1994-1996). En 1996, il démissionne du parlement après l'adoption de la constitution définitive et se retire de la vie politique.

### Carrière post-politique
En 1999, il devient commissaire auprès de la Commission sud-africaine des droits de l'Homme (SAHRC) et est professeur émérite de droit, au département de droit public de l'université du Nord-Ouest (anciennement université de Potchefstroom). 
Il a également participé aux pourparlers de paix au Moyen-Orient, en Irlande du Nord, dans la région des Grands Lacs en Afrique et au Sri Lanka. 